# Split Mirrors
Split Mirrors ist eine deutsche Synthiepop-Gruppe aus Münster in Westfalen, die 1985 gegründet und durch Lieder wie The Right Time und Voices international bekannt wurde.

## Geschichte

### Anfänge
Bei einem Treffen in einem Proberaum in Münster gründeten Achim Jaspert und Andy Cay 1985 die Split Mirrors. Jaspert brachte Schlagzeug-Erfahrungen aus einem Indienaufenthalt mit. Cay war bereits in den USA als Sänger tätig. Peter Delain vervollständigte die Band als Keyboarder. Sie schrieben ihre ersten Songs und nahmen EPs der Titel „The Right Time“ und „Voices“ auf. Nach der Debütsingle „The Right Time“ traten sie im In- und Ausland auf. Es folgte 1993 das Album „1999“.

### Studio und Technik
Sie richteten sich ein eigenes Tonstudio ein, um jederzeit arbeiten zu können. Ein schalldichter Raum ermöglichte die störungsfreie Aufzeichnung analoger Schallquellen, wie z. B. Gesang und Saxophon. Die damaligen Synthesizer verfügten bereits über eine MIDI Schnittstelle. Diese wurden mit Computern der Atari-ST-Serie vernetzt, die ebenfalls darüber verfügten. Nun waren die bisher nur live existierenden Melodien digital aufnehmbar und editierbar. Da es SMPTE ermöglichte, den Gesang oder sonstige Analogquellen mit MIDI-Instrumenten zu verknüpfen, ergab sich dadurch die Möglichkeit des Editierens und Programmierens der digitalen Bestandteile. Der Atari Falcon erlaubte mit seinem DSP-Chip durch Harddisk Recording auch das Editieren der analogen Schallquellen. Durch die Auswirkungen der digitalen Revolution in der Musik waren damit Techniken professioneller Studios auch für sie verfügbar.

### Zusammenarbeit mit Münsteranern
Viele Künstler der Münsteraner Szene machten dort ihre Musik und konnten sie aufnehmen, wie z. B. WestBam, Frank Mertens von Alphaville, Dr. Ring-Ding, Hans Martin Stier, Bawa Abudu, Ulrich Hesselkamp, Doc Heyne und Simon Cay. Musiker unterschiedlicher Stilrichtungen wie Jazz, Rock, Reggae, Jungle, Synthiepop und Schlager trafen so aufeinander. Einige beteiligten sich auch an Songs von Split Mirrors.

### Arbeit für Andere
Die Zusammenarbeit mit anderen Künstlern wurde zu einer ihrer Hauptbeschäftigungen. Sie komponierten, schrieben Texte oder produzierten unter anderem für Marani, Mike Bauhaus, Andreas Martin und Wolfgang Petry. 
Für Audiosmog, einer vierköpfigen deutschen Rockband, produzierten sie gemeinsam mit dem damaligen VIVA-Moderator Tobias Schlegl als Gastsänger. 2001 nahmen sie eine Coverversion des Titels Daylight in Your Eyes von den No Angels auf, die bis auf Platz 36 der Media-Control-Charts rückte. Es folgten die Single When Will I Be Famous (im Original von Bros) sowie das Album Top of the Rocks, das ausschließlich Coverversionen bekannter Hits enthielt.

### Remixe eigener Songs
Es begann eine Serie von Remixen der alten Titel der Split Mirrors. Die neuen Versionen der Lieder wurden als EPs herausgebracht, unter anderem „1999 Freestyle“ und „Voices Freestyle“. Mit dem neuen Bandmitglied Henry Flex als Keyboarder entstand Anfang 2007 das Album „In London“, dessen erste Auskopplung der EP „Split Mirrors Freestyle Remixes“ war.
Im Januar 2011 veröffentlichten sie das Album „From The Beginning“. Auf dem Album befinden sich hauptsächlich bisher unveröffentlichte Songs aus den Anfangsjahren im Stil der damaligen Zeit. Des Weiteren sind auf dem Album einige neue Songs, bei denen auch die chinesische Sängerin Fan Jiang mitgewirkt hat.

### Moderne Remixe
Durch Aufgreifen von Elementen des Electro-House/Deep House wurden in Kooperation mit internationalen DJs die 80er Jahre Synthypop Titel „The Right Time“ und „Voices“ remixt.
Auch andere Künstler ließen ihre Titel in diesem Stil neuauflegen, DJ Adam van Hammer und die Sängerin Kitsu mit den Songs „Like Ice In The Sunshine“ und „Dolce Vita“, die Band Bad Boys Blue mit „You’re a Woman“ und der Sänger Fancy mit dem Song „Slice Me Nice“.
Im Dezember 2016 erschien von DJ Adamski, Henry Flex und Achim Jaspert „Dr. Rave – It’s Time to Rave – Again!“, offizielle Hymne zu dem Event „90er Rave Berlin“ 2017.
Es folgte 2017 die Veröffentlichung einer weiteren offiziellen Neuauflage eines 80er-Kulthits. (Hypnotic Tango, von My Mine 1984) Anschließend produzierten Split Mirrors Adam van Hammer feat. Valerie „Self Control“
Am 27. Oktober 2017 erschien von Henry Flex und Achim Jaspert  "Split Mirrors & Friends" mit Hits von Camouflage, Fancy und Bad Boys Blue sowie auch einigen ihrer eigenen Songs im Italo Disco-/Discofox-Sound.

## Diskografie

### Alben
- 1993: 1999
- 2007: In London
- 2011: From the Beginning
- 2017: Split Mirrors and Friends

### Singles und EPs
- 1987: The Right Time (Extended version)
- 1987: The Right Time (Let’s go crazy mix)
- 1987: Voices (Extended version)
- 1999: 1999
- 2000: Voices